# 阿巴羅河
13°47′20″N 39°08′29″E / 13.7888°N 39.1414°E

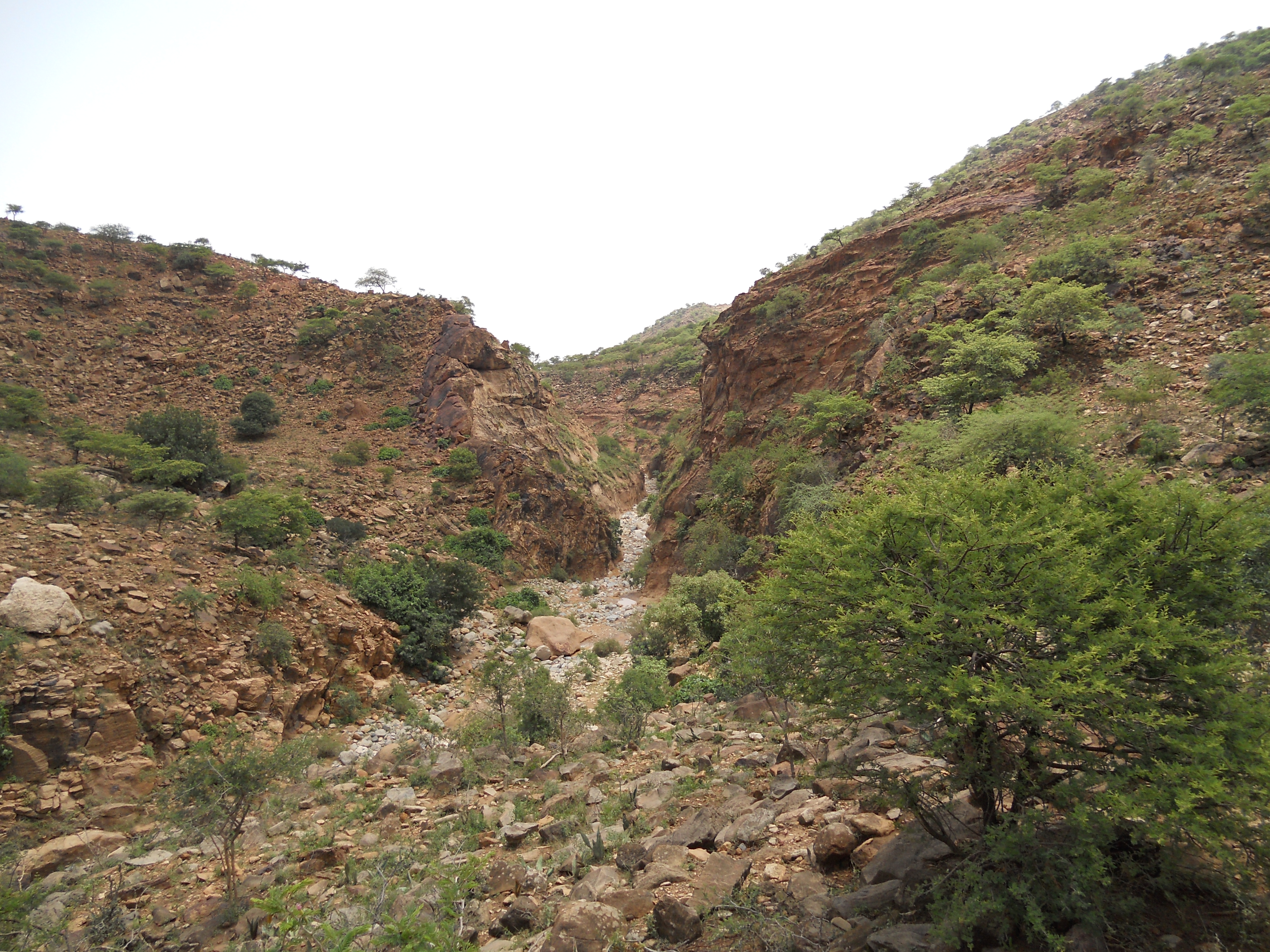

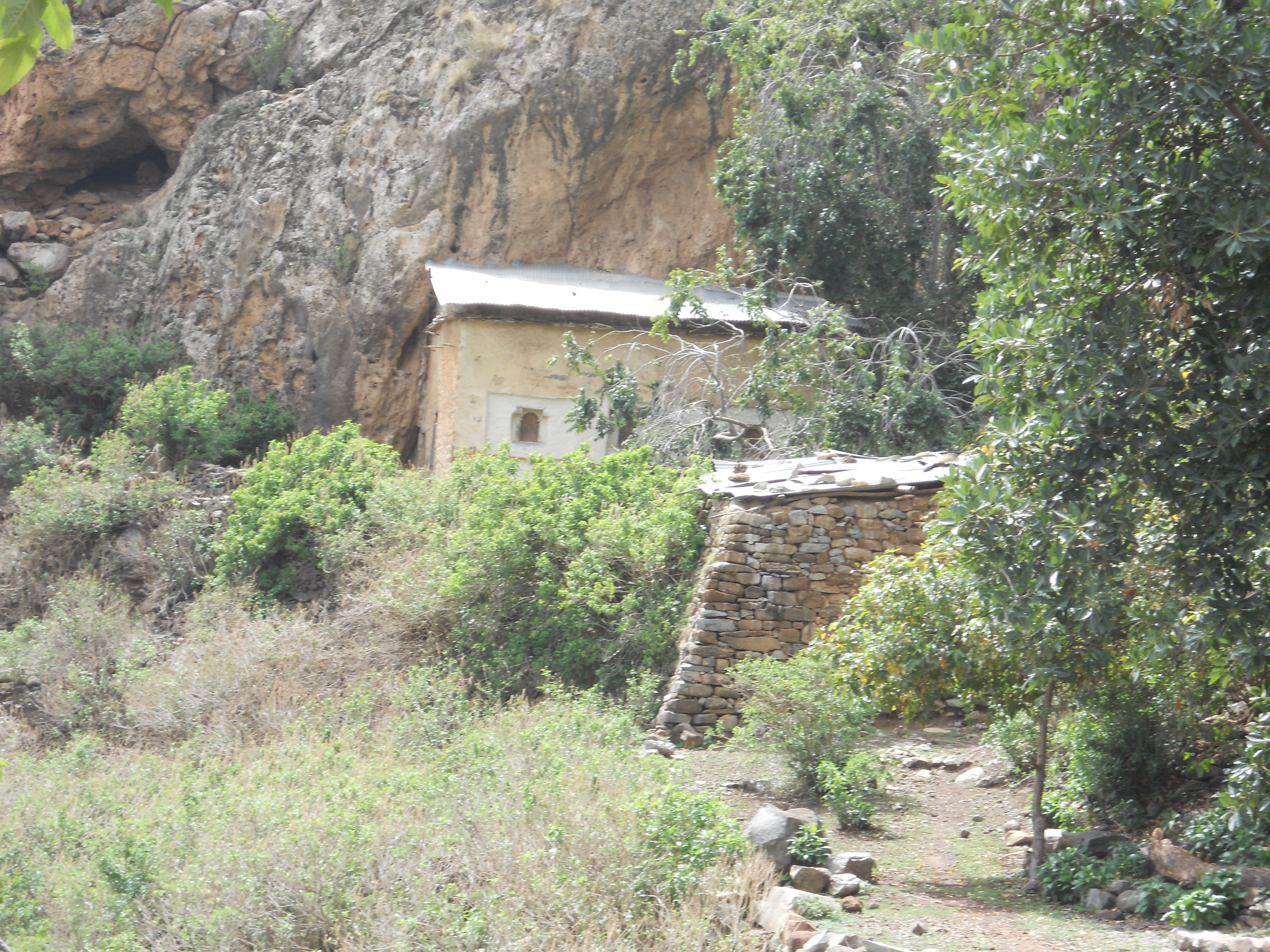

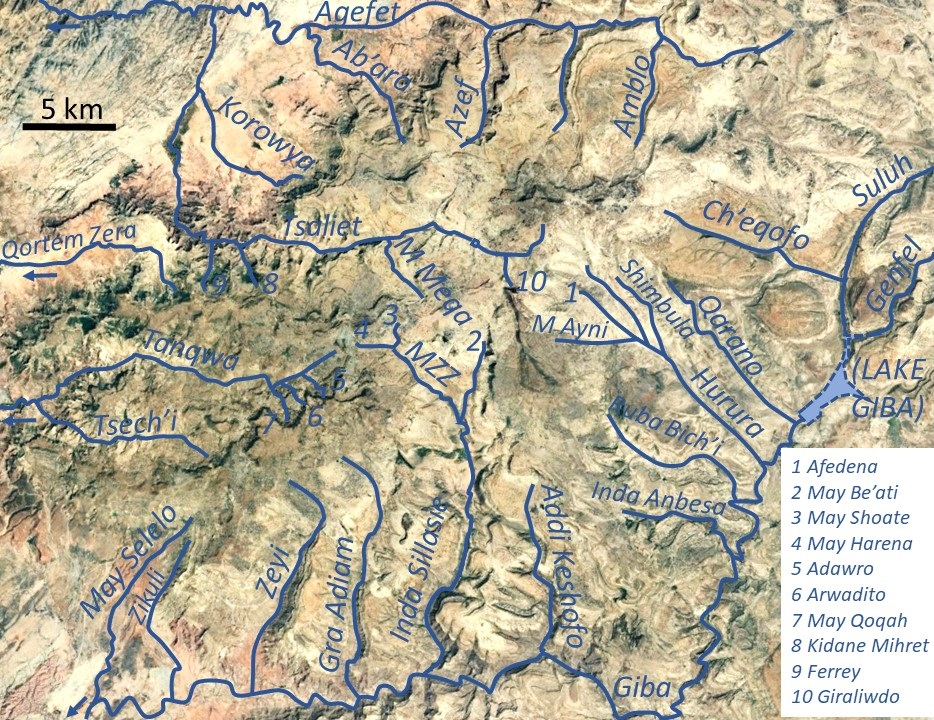

阿巴羅河是埃塞俄比亞的河流，位於該國北部，處於提格雷州，屬於尼羅河流域的一部分，河道全長12公里，一條徒步徑蜿蜒穿過這條河。